# 平房区 (哈尔滨市)
平房区是黑龙江省哈尔滨市下辖的一个市辖区，旧称新曙光区。位于哈尔滨市城区东南隅，总面积98平方公里，建成区面积18.02平方公里，平房区境内有机场，铁道。區人民政府駐友协街道。
在二次大战中，这里曾经是日本生物战争731部队的总部所在地。平房区的绝大部分都被日本销毁证据时烧毁，却留下了用于焚烧受害者遗体的焚烧炉，现在作为一个工厂的一部分使用。

## 行政区划
平房区下辖9个街道办事处、1个镇：
兴建街道、保国街道、联盟街道、友协街道、新疆街道、新伟街道、平新街道、建安街道、平盛街道、平房镇和平房农垦。

## 人口民族
根據第七次人口普查數據，截至2020年11月1日零時，平房區常住人口為238945人。